# East Devon
East Devon is een Engels district in het zuidoosten van het shire-graafschap (non-metropolitan county OF county) Devon en telt 144.000 inwoners. De oppervlakte bedraagt 814 km².
Van de bevolking is 26,9% ouder dan 65 jaar. De werkloosheid bedraagt 2,0% van de beroepsbevolking (cijfers volkstelling 2001). Het is een van de minst etnisch gevarieerde districten van Engeland.
De grootste plaats in het district is Exmouth, maar het bestuurscentrum is gevestigd in Sidmouth. Andere plaatsen in het district zijn onder meer Axminster, Honiton, Budleigh Salterton, Seaton, Ottery St Mary en Branscombe. Die laatste plaats kwam in januari 2007 in het nieuws toen tijdens een storm het containerschip MSC Napoli voor de kust omsloeg en een deel van haar lading verloor, met als gevolg vele containers die op het strand aanspoelden.

## Civil parishesin district East Devon
All Saints, Awliscombe, Axminster, Axmouth, Aylesbeare, Beer, Bicton, Brampford Speke, Branscombe, Broad Clyst, Broadhembury, Buckerell, Budleigh Salterton, Chardstock, Clyst Honiton, Clyst Hydon, Clyst St. George, Clyst St. Lawrence, Clyst St. Mary, Colaton Raleigh, Colyton, Combe Raleigh, Combpyne Rousdon, Cotleigh, Dalwood, Dunkeswell, East Budleigh, Exmouth, Farringdon, Farway, Feniton, Gittisham, Hawkchurch, Honiton, Huxham, Kilmington, Lands Common to Axminster and Kilmington C.P.s, Luppitt, Lympstone, Membury, Monkton, Musbury, Nether Exe, Newton Poppleford and Harpford, Northleigh, Offwell, Otterton, Ottery St. Mary, Payhembury, Plymtree, Poltimore, Rewe, Rockbeare, Seaton, Sheldon, Shute, Sidmouth, Southleigh, Sowton, Stockland, Stoke Canon, Talaton, Uplyme, Upottery, Upton Pyne, Whimple, Widworthy, Woodbury, Yarcombe.

## Kiesdistrict
East Devon is ook de naam van een kiesdistrict voor het Engelse lagerhuis, wat echter maar een deel van het bestuurlijke district omvat.